# 한양대학교구리병원
한양대학교구리병원(Hanyang University Guri Hospital)은 경기도 구리시에 위치한 종합병원이다.

## 연혁
- 1995년 10월 31일 한양대학교 의과대학 부속 구리병원 개원
- 2005년 3월 18일 교수연구동 완공
- 2005년 7월 29일 서관 증축 완공
- 2011년 5월 26일 한양대학교의과대학부속구리병원 -> 한양대학교구리병원으로 병원명 변경
- 2017년 7월 26일 신관 준공

## 같이 보기
- 한양대학교
- 한양대학교 의료원
- 한양대학교병원